# Thorild Olsson
David Thorild Olsson (Göteborg, 26 de novembre de 1886 – Göteborg, 19 de març de 1934) va ser un atleta suec que va competir a començaments del segle xx.
El 1912 va prendre part en els Jocs Olímpics d'Estocolm, on disputà dues proves del programa d'atletisme. En els 3.000 metres per equips guanyà la medalla de plata, mentre en els 5.000 metres quedà eliminat en sèries.